# شهروز مولایی
شهروز مولایی نوازنده ایرانی و از اولین اعضای گروه کیوسک می‌باشد. وی پیش از عضویت در کیوسک با گروه‌های متعدد راک ایرانی همچون آوار، راز شب، تاتار ۲ همکاری داشته است. وی مهندس عمران می‌باشد و هم‌اکنون ساکن مونترال بوده و مدیریت انتشارات هنری Art Beat Group را بر عهده دارد.